# Lepidonotus sublevis
Lepidonotus sublevis är en ringmaskart som beskrevs av Addison Emery Verrill 1873. Lepidonotus sublevis ingår i släktet Lepidonotus och familjen Polynoidae. Inga underarter finns listade i Catalogue of Life.